# 高野沙織
高野 沙織（たかの さおり、1985年7月6日 - ）は、東京都出身のタレント、女優。グループ・ファースト・エース所属。

## 略歴・人物
物心ついたときから目立つことが好きだったが、雑誌のタレント募集記事を見て何の気なしに応募。合格後も「ま、いいか」とかなり軽い気持ちで芸能界入りを果たす。
趣味は音楽鑑賞、特技はバドミントン。

## 出演

### バラエティ
- Dのゲキジョー 〜運命のジャッジ〜（出演時期不明、フジテレビ）女子高校生 役
- 中居正広の金曜日のスマたちへ（TBS）
- ズバリ言うわよ!（TBS）

### 映画
- スプリング☆デイズ（2007年）居酒屋店員 役

### Vシネマ
- レモンエンジェル 実写版（2006年、ハピネット・ピクチャーズ）組の女 役
- プリズンガール（2006年）女ゾンビ 役
- 隣の怪（2007年）女の霊（メイン） 役

### 雑誌
- メンズブランド（2006年8月）8P：中野ブロードウェイ紹介
- I-be（2006年12月）フェイシャルモデル